# 언털 님로드
언털 님로드(헝가리어: Antal Nimród, 1973년 11월 30일 ~ )는 헝가리와 미국의 감독, 영화 각본가, 배우이다. 로스앤젤레스의 헝가리계 이민자 가정에서 태어났으며, 헝가리로 이주하여 영화 연출을 공부했다. 《프레데터스》(2010)를 연출했다.

## 작품 목록

### 영화 연출
| 연도 | 제목                  | 원제                        | 비고 |
| ---- | --------------------- | --------------------------- | ---- |
| 2003 | 콘트롤                | Kontroll                    |      |
| 2007 | 베이컨시              | Vacancy                     |      |
| 2009 | 아머드                | Armored                     |      |
| 2010 | 프레데터스            | Predators                   |      |
| 2013 | 메탈리카 스루 더 네버 | Metallica Through the Never |      |
| 2017 | 위스키 밴디트         | The Whiskey Bandit          |      |

### 영화 출연
- 마셰티 (2010)

### 텔레비전 연출
- 웨이워드 파인즈 (2015)
- 서번트 (2019-21)
- 기묘한 이야기 (2022)